# اوروم (مجارستان)
اوروم (به مجاری: Üröm) یک شهرداری در مجارستان است که در ناحیه پیلیش‌ووروش‌وار واقع شده‌است. اوروم ۶٫۶۶ کیلومتر مربع مساحت و ۶٬۷۹۰ نفر جمعیت دارد.